# Leka de Albania
Leka Zogu Skander de Albania (5 de abril de 1939, Tirana,  - 30 de noviembre de 2011, ibídem) fue rey pretenso de Albania, hijo del rey Zog I y de la reina Geraldina. Tenía tres días de vida cuando tuvo lugar la invasión italiana de Albania y tuvo que refugiarse en Grecia junto a la familia real albanesa. Para los realistas legitimistas fue Leka I de Albania.

## Primeros años de vida
Creció en Grecia, Egipto y el Reino Unido. Fue educado en escuelas inglesas en Egipto y en el Colegio Aiglon, en Suiza. Se graduó en La Sorbona de París y vivió en España desde fines de la década de 1960, estableciéndose en una vasta finca de Andalucía.

### Matrimonio y familia
El 7 de octubre de 1975 se casó civilmente en Biarritz, Francia, con una australiana, divorciada, Susan Barbara Cullen-Ward, hija de un rico empresario ganadero y descendiente de Eduardo I de Inglaterra y de su primera esposa, Leonor de Castilla.
En Sudáfrica, en el año 1982, nació su hijo y heredero, Leka Anwar Zog Reza Baudouin Msiziwe Zogu, y este se prometió matrimonialmente en mayo de 2010 con la cantante, actriz de teatro y pianista Elia Zaharia (1983), hija de la actriz albanesa Yllka Mujo (1953). Elia es descendiente de los Señores de Dagnum (importante fortaleza medieval en Albania).

## Vida pública
Inicialmente tolerado por el régimen franquista, Leka de Albania tuvo un serio conflicto con las autoridades españolas en febrero de 1979 cuando se descubrió que en su finca almacenaba fusiles, municiones, granadas de mano, y hasta ametralladoras, formando un mediano arsenal de armas de guerra, guardadas aparentemente con el fin de armar una milicia monárquica destinada a "recuperar el trono albanés". El gobierno español expulsó a Leka de Albania poco después por violar las leyes de España sobre ingreso de armas. La expulsión fue permisiva por parte del ejecutivo de Adolfo Suárez por mediación del rey Juan Carlos I, que tenía simpatía por su homólogo albanés. Por ello se permitió salir a Leka de Albania con todo su arsenal en un avión de la compañía Spantax hacia Liberia.
Ante esta situación, Leka de Albania se estableció en Rodesia (hoy Zimbabue) en 1977, después que el régimen de ese país le ofreció asilo. Cuando en Zimbabue llegó a su fin la supremacía de los blancos, a comienzos de los años 80, Leka se trasladó a Sudáfrica, dedicándose a intermediario de negocios, y vivió entre Johannesburgo y Ciudad del Cabo en una finca rural con cierta semejanza a una fortaleza. En ese país nació su hijo.
En 1993 Leka viajó por unos días a Albania, cuyo régimen comunista había sido depuesto apenas dos años antes, siendo recibido por unos pocos cientos de simpatizantes. En 1997 regresó nuevamente a Albania, siendo recibido esta vez por más de 2.000 personas. En esta ocasión el rey exiliado inició una campaña abierta para que se ejecute un referéndum en Albania y con ello definir el país como monarquía o república. En dicho referéndum, realizado el mismo año, la opción republicana venció con casi dos tercios de los votos. Leka de Albania rechazó los resultados, alegó un fraude electoral, y trató de tomar el control de Tirana, la capital, con ayuda de partidarios armados. Esta revuelta fracasó rápidamente y Leka de Albania debió huir a Sudáfrica. Allí en febrero de 1999 la policía sudafricana registró su casa en las afueras de Johannesburgo, encontrando en el recinto armas de guerra y explosivos, por lo cual Leka fue arrestado. 
Aunque el gobierno albanés abrió un proceso a Leka por el delito de sedición tras los sucesos de 1997, fue finalmente indultado por el régimen de Tirana en el 2002, permitiéndole retornar. Así, Leka residió durante la última etapa de su vida en Tirana, capital de su país natal, donde su esposa, Susan, murió el 17 de julio de 2004 a consecuencia de un cáncer de pulmón. Leka de Albania falleció el 30 de noviembre de 2011 en el Hospital Universitario de la Madre Teresa (Qëndra Spitalore Universitare Nënë Tereza) de Tirana a causa de graves problemas respiratorios y cardíacos, habiendo sufrido un infarto de miocardio el 25 de noviembre de ese mismo año.
Fue enterrado junto a las tumbas de su madre y su esposa, en el Cementerio Público de Sharra, en las afueras de Tirana.

## Títulos y tratamientos
Esta tabla aún no está actualizada. Puedes contribuir aportando información sobre títulos y tratamientos de esta persona.

## Distinciones honoríficas

### Distinciones honoríficas albanesas
- Soberano Gran Maestre de la Orden de Skanderbeg.
- Soberano Gran Maestre de la Orden de la Fidelidad.
- Soberano Gran Maestre de la Orden Militar de la Valentía.
- Collar de la Real Orden de Albania (05/04/1957).[5][6]

### Distinciones honoríficas extranjeras
- Caballero del Collar de la Orden del Águila de Georgia (Casa de Bagration).

## Ancestros
|  |                                                      |  |  |  |  |  |  |  |  |  |  |  |  |  |  |  |
|  | 8. Xhelal Pasha Zogu, Gobernador Hereditario de Mati |  |  |  |  |  |  |  |  |  |  |  |  |  |  |  |
|  |                                                      |  |  |  |  |  |  |  |  |  |  |  |  |  |  |  |
|  |                                                      |  |  |  |  |  |  |  |  |  |  |  |  |  |  |  |
|  | 4. Xhemal Pasha Zogu, Gobernador Hereditario de Mati |  |  |  |  |  |  |  |  |  |  |  |  |  |  |  |
|  |                                                      |  |  |  |  |  |  |  |  |  |  |  |  |  |  |  |
|  |                                                      |  |  |  |  |  |  |  |  |  |  |  |  |  |  |  |
|  | 9. Ruhijé Halltuni                                   |  |  |  |  |  |  |  |  |  |  |  |  |  |  |  |
|  |                                                      |  |  |  |  |  |  |  |  |  |  |  |  |  |  |  |
|  |                                                      |  |  |  |  |  |  |  |  |  |  |  |  |  |  |  |
|  | 2. Rey Zog I de Albania                              |  |  |  |  |  |  |  |  |  |  |  |  |  |  |  |
|  |                                                      |  |  |  |  |  |  |  |  |  |  |  |  |  |  |  |
|  |                                                      |  |  |  |  |  |  |  |  |  |  |  |  |  |  |  |
|  | 10. Salah Bey Toptani                                |  |  |  |  |  |  |  |  |  |  |  |  |  |  |  |
|  |                                                      |  |  |  |  |  |  |  |  |  |  |  |  |  |  |  |
|  |                                                      |  |  |  |  |  |  |  |  |  |  |  |  |  |  |  |
|  | 5. Sadijé Toptani                                    |  |  |  |  |  |  |  |  |  |  |  |  |  |  |  |
|  |                                                      |  |  |  |  |  |  |  |  |  |  |  |  |  |  |  |
|  |                                                      |  |  |  |  |  |  |  |  |  |  |  |  |  |  |  |
|  | 11. Annijé Toptani                                   |  |  |  |  |  |  |  |  |  |  |  |  |  |  |  |
|  |                                                      |  |  |  |  |  |  |  |  |  |  |  |  |  |  |  |
|  |                                                      |  |  |  |  |  |  |  |  |  |  |  |  |  |  |  |
|  | 1. Leka, Príncipe Heredero de Albania                |  |  |  |  |  |  |  |  |  |  |  |  |  |  |  |
|  |                                                      |  |  |  |  |  |  |  |  |  |  |  |  |  |  |  |
|  |                                                      |  |  |  |  |  |  |  |  |  |  |  |  |  |  |  |
|  | 12. Conde Luis Apponyi de Nagy-Appony                |  |  |  |  |  |  |  |  |  |  |  |  |  |  |  |
|  |                                                      |  |  |  |  |  |  |  |  |  |  |  |  |  |  |  |
|  |                                                      |  |  |  |  |  |  |  |  |  |  |  |  |  |  |  |
|  | 6. Conde Julio Apponyi de Nagy-Appony                |  |  |  |  |  |  |  |  |  |  |  |  |  |  |  |
|  |                                                      |  |  |  |  |  |  |  |  |  |  |  |  |  |  |  |
|  |                                                      |  |  |  |  |  |  |  |  |  |  |  |  |  |  |  |
|  | 13. Condesa Margarita de Scherr-Thoß                 |  |  |  |  |  |  |  |  |  |  |  |  |  |  |  |
|  |                                                      |  |  |  |  |  |  |  |  |  |  |  |  |  |  |  |
|  |                                                      |  |  |  |  |  |  |  |  |  |  |  |  |  |  |  |
|  | 3. Condesa Geraldina Apponyi de Nagy-Appony          |  |  |  |  |  |  |  |  |  |  |  |  |  |  |  |
|  |                                                      |  |  |  |  |  |  |  |  |  |  |  |  |  |  |  |
|  |                                                      |  |  |  |  |  |  |  |  |  |  |  |  |  |  |  |
|  | 14. John Henry Stewart                               |  |  |  |  |  |  |  |  |  |  |  |  |  |  |  |
|  |                                                      |  |  |  |  |  |  |  |  |  |  |  |  |  |  |  |
|  |                                                      |  |  |  |  |  |  |  |  |  |  |  |  |  |  |  |
|  | 7. Gladys Virginia Stewart                           |  |  |  |  |  |  |  |  |  |  |  |  |  |  |  |
|  |                                                      |  |  |  |  |  |  |  |  |  |  |  |  |  |  |  |
|  |                                                      |  |  |  |  |  |  |  |  |  |  |  |  |  |  |  |
|  | 15. Mary Virginia Ramsay Harding                     |  |  |  |  |  |  |  |  |  |  |  |  |  |  |  |
|  |                                                      |  |  |  |  |  |  |  |  |  |  |  |  |  |  |  |
|  |                                                      |  |  |  |  |  |  |  |  |  |  |  |  |  |  |  |

| Predecesor: Nuevo título                                                     | Príncipe Heredero de Albania 1939 - 1961     | Sucesor: Leka II de Albania |
| Predecesor: Nuevo título (Creado después de la Invasión de Italia a Albania) | Rey Titular de Albania 1961 - 2011           | Sucesor: Leka II de Albania |
| Predecesor: Zog I                                                            | Pretendiente al Trono de Albania 1961 - 2011 | Sucesor: Leka II de Albania |